# Markéta Uherská (1175)
Markéta Uherská (maďarsky Margit, 1175 - po 1223) byla byzantská císařovna, soluňská královna a sestra české královny Konstancie. Její životní osud byl úzce spjat se čtvrtou křížovou výpravou.

## Život
Byla dcerou uherského krále Bély III. a Anežky, dcery Renauda ze Châtillonu. V lednu 1185 se stala druhou manželkou byzantského císaře Izáka Angela a po honosném obřadu přijala jméno Marie.
Roku 1195 byl Izák sesazen, oslepen a uvězněn svým bratrem Alexiem, který se prohlásil císařem. Ve vězení strávil celých osm let a k jeho propuštění došlo roku 1203 po příchodu křižáckého vojska doprovázeného jeho vlastním synem Alexiem. Izák se společně se svým synem opět stal císařem a Markéta tak znovu dočasně usedla na trůn. Znovunastolení Angelovců stálo mladého Alexia nemalé sliby křižáckému vojsku, které bylo nutno splnit. Nucené výběry daní pohoršovaly obyvatelstvo a pomalé splácení dluhu zase křižácké věřitele. V lednu 1204 došlo k palácovému převratu a oba dosavadní císaři skončili opět ve vězení. Izák v něm zemřel a Alexios byl na příkaz Alexia Dukase Murtzufla uškrcen.
Ovdovělá Markéta se během dobývání Konstantinopole skrývala v paláci Vukoleon a téhož roku se provdala za Bonifáce z Montferratu, jednoho z vůdců kruciáty. Porodila mu syna Demetria. Bonifác z Montferratu byl zabit Bulhary v září 1207 a Markéta se později znovu provdala za Mikuláše ze St Omer. Zemřela po roce 1223.